# Nóra Hoffmann
Nóra Hoffmann (ur. 8 kwietnia 1985 w Budapeszcie) – węgierska łyżwiarka figurowa, startująca w parach tanecznych z Maximem Zavozinem. Dwukrotna uczestniczka igrzysk olimpijskich: w Turynie (2006) i Vancouver (2010), medalistka zawodów z cyklu Grand Prix, dwukrotna wicemistrzyni świata juniorów (2003, 2004), zwyciężczyni finału Junior Grand Prix (2003) oraz 8-krotna mistrzyni Węgier (2003–2007, 2009–2011). Zakończyła karierę amatorską w 2011 roku.

## Osiągnięcia

### Z Maximem Zavozinem
| Zawody                  | 08–09          | 09–10          | 10–11          |                |                |                |                |                |                |                |                |                |                |                |                |                |                |
| Międzynarodowe          | Międzynarodowe | Międzynarodowe | Międzynarodowe | Międzynarodowe | Międzynarodowe | Międzynarodowe | Międzynarodowe | Międzynarodowe | Międzynarodowe | Międzynarodowe | Międzynarodowe | Międzynarodowe | Międzynarodowe | Międzynarodowe | Międzynarodowe | Międzynarodowe | Międzynarodowe |
| ----------------------- | -------------- | -------------- | -------------- | -------------- | -------------- | -------------- | -------------- | -------------- | -------------- | -------------- | -------------- | -------------- | -------------- | -------------- | -------------- | -------------- | -------------- |
| Igrzyska olimpijskie    |                | 13             |                |                |                |                |                |                |                |                |                |                |                |                |                |                |                |
| Mistrzostwa świata      |                | 10             | WD             |                |                |                |                |                |                |                |                |                |                |                |                |                |                |
| Mistrzostwa Europy      | WD             | 10             | 8              |                |                |                |                |                |                |                |                |                |                |                |                |                |                |
| GP Finał Grand Prix     |                |                | 6              |                |                |                |                |                |                |                |                |                |                |                |                |                |                |
| GP Cup of China         |                |                | 4              |                |                |                |                |                |                |                |                |                |                |                |                |                |                |
| GP Cup of Russia        |                |                | 2              |                |                |                |                |                |                |                |                |                |                |                |                |                |                |
| Finlandia Trophy        |                |                | 2              |                |                |                |                |                |                |                |                |                |                |                |                |                |                |
| Golden Spin Zagrzeb     |                | WD             |                |                |                |                |                |                |                |                |                |                |                |                |                |                |                |
| Ice Challenge           |                | 1              |                |                |                |                |                |                |                |                |                |                |                |                |                |                |                |
| Memoriał Ondreja Nepeli |                | 1              | 1              |                |                |                |                |                |                |                |                |                |                |                |                |                |                |
| Nebelhorn Trophy        |                | 7              |                |                |                |                |                |                |                |                |                |                |                |                |                |                |                |
| Krajowe                 |                |                |                |                |                |                |                |                |                |                |                |                |                |                |                |                |                |
| Mistrzostwa Węgier      | 1              | 1              | 1              |                |                |                |                |                |                |                |                |                |                |                |                |                |                |

### Z Attilą Elekiem

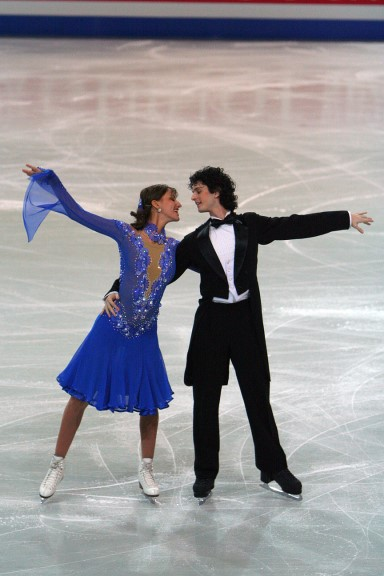
Hoffmann i Elek na mistrzostwach Europy 2007

| Zawody                                | 98–99          | 99–00          | 00–01          | 01–02          | 02–03          | 03–04          | 04–05          | 05–06          | 06–07          |                |                |                |                |                |                |                |                |
| Międzynarodowe                        | Międzynarodowe | Międzynarodowe | Międzynarodowe | Międzynarodowe | Międzynarodowe | Międzynarodowe | Międzynarodowe | Międzynarodowe | Międzynarodowe | Międzynarodowe | Międzynarodowe | Międzynarodowe | Międzynarodowe | Międzynarodowe | Międzynarodowe | Międzynarodowe | Międzynarodowe |
| ------------------------------------- | -------------- | -------------- | -------------- | -------------- | -------------- | -------------- | -------------- | -------------- | -------------- | -------------- | -------------- | -------------- | -------------- | -------------- | -------------- | -------------- | -------------- |
| Igrzyska olimpijskie                  |                |                |                |                |                |                |                | 17             |                |                |                |                |                |                |                |                |                |
| Mistrzostwa świata                    |                |                |                |                | 18             | 18             | 15             | 18             |                |                |                |                |                |                |                |                |                |
| Mistrzostwa Europy                    |                |                |                |                | 14             | 11             | 10             | 12             | WD             |                |                |                |                |                |                |                |                |
| GP Cup of China                       |                |                |                |                |                |                | 6              |                |                |                |                |                |                |                |                |                |                |
| GP NHK Trophy                         |                |                |                |                |                |                |                | 7              |                |                |                |                |                |                |                |                |                |
| GP Cup of Russia                      |                |                |                |                |                |                |                |                | 5              |                |                |                |                |                |                |                |                |
| GP Trophée Eric Bompard               |                |                |                |                |                |                | 7              |                | 6              |                |                |                |                |                |                |                |                |
| Bofrost Cup on Ice                    |                |                |                |                |                | 5              |                |                |                |                |                |                |                |                |                |                |                |
| Golden Spin Zagrzeb                   |                |                |                |                |                | 1              |                |                |                |                |                |                |                |                |                |                |                |
| Memoriał Karla Schäfera               |                |                |                |                |                |                |                | 8              |                |                |                |                |                |                |                |                |                |
| Międzynarodowe: Kategorie młodzieżowe |                |                |                |                |                |                |                |                |                |                |                |                |                |                |                |                |                |
| Mistrzostwa świata juniorów           | 21             | 17             | 9              | 5              | 2              | 2              |                |                |                |                |                |                |                |                |                |                |                |
| JGP Finał                             |                |                |                | 5              | 2              | 1              |                |                |                |                |                |                |                |                |                |                |                |
| JGP w Bułgarii                        |                |                |                | 3              |                | 1              |                |                |                |                |                |                |                |                |                |                |                |
| JGP w Chinach                         | 9              |                |                |                |                |                |                |                |                |                |                |                |                |                |                |                |                |
| JGP w Holandii                        |                | 8              |                |                |                |                |                |                |                |                |                |                |                |                |                |                |                |
| JGP w Japonii                         |                | 6              |                |                |                |                |                |                |                |                |                |                |                |                |                |                |                |
| JGP w Meksyku                         | 7              |                | 3              |                |                |                |                |                |                |                |                |                |                |                |                |                |                |
| JGP w Niemczech                       |                |                |                |                | 1              |                |                |                |                |                |                |                |                |                |                |                |                |
| JGP w Norwegii                        |                |                | 4              |                |                |                |                |                |                |                |                |                |                |                |                |                |                |
| JGP w Słowenii                        |                |                |                |                |                | 1              |                |                |                |                |                |                |                |                |                |                |                |
| JGP w Stanach Zjednoczonych           |                |                |                |                | 1              |                |                |                |                |                |                |                |                |                |                |                |                |
| JGP we Włoszech                       |                |                |                | 2              |                |                |                |                |                |                |                |                |                |                |                |                |                |
| Krajowe                               |                |                |                |                |                |                |                |                |                |                |                |                |                |                |                |                |                |
| Mistrzostwa Węgier                    | 2 J            | 1 J            | 1 J            |                | 1              | 1              | 1              | 1              | 1              |                |                |                |                |                |                |                |                |